# Hôpital Benchimol (Tanger)
 (avril 2021).
L'hôpital Benchimol était autrefois un hôpital dédié à la communauté juive de Tanger, et il a été créé en 1904 par l'initiative caritative de Haim Benchimol, qui a donné son nom à l'hôpital. 
Cependant, comme d'autres bâtiments historiques de Tanger, cet hôpital n'a pas survécu à la grande pression urbaine et à l'urbanisation que connaît la ville, qui a conduit à sa démolition dans les premiers jours d'avril 2010,,.

## Historique
L’Hôpital Benchimol de Tanger, le plus ancien Hôpital du Maroc, il a été rasé par les autorités municipales de Tanger dans la nuit du vendredi 2 au samedi 3 avril derniers, Shabbat du début de la fête de Pessah.
En 1904 que l'hôpital Benchimol a été fondé par un Judaïsme marocain, Monsieur Hayim Benchimol, qui fut interprète à la Légion de France, banquier et pendant dix ans il était président de la Communauté juive de Tanger. Cet Hôpital Benchimol a servi la population tangéroise pendant de longues années sans distinction de religion ou de nationalité. Cette institution renommée devint ensuite un home pour personnes âgées. Cet en 2002 qu'elle avait fermé définitivement ses portes.